# Air Bulin
Air Bulin is een plaats in het bestuurlijke gebied West-Bangka in de provincie Bangka-Belitung, Indonesië. De plaats telt 1573 inwoners (volkstelling 2010).